# Penélope Cruz
Pour les articles homonymes, voir Cruz.
Penélope Cruz /peˈnelope kɾuθ ˈsantʃeθ/, née le 28 avril 1974 à Alcobendas (Nouvelle-Castille), est une actrice, mannequin et designer espagnole. 
Repérée à l'âge de quinze ans, Penélope Cruz commence à jouer à la télévision dès l'âge de seize ans avant d'obtenir le rôle de Silvia dans le film Jambon, jambon en 1992. Grâce à ce rôle, Penélope Cruz joue dans de nombreux films jusqu'en 2000, en particulier : Ouvre les yeux (1997), The Hi-Lo Country (1998), Tout sur ma mère (1999), La Fille de tes rêves (2000) et Amour, piments et bossa nova (2000). En 2001, elle a tenu les rôles principaux dans les films Vanilla Sky et Blow.
Elle s'est, depuis, construit une carrière solide, riche, couronnée de nominations aux Golden Globes, de plusieurs récompenses aux Goyas, et d'Oscars pour les films Volver (2006) et Nine (2009).
En 2009, elle est la première actrice espagnole à remporter un Oscar, pour son rôle dans le film Vicky Cristina Barcelona et également à avoir son étoile sur le Walk of Fame. En 2018, elle reçoit un César d'honneur qui récompense l’ensemble de sa carrière et sa contribution au milieu du divertissement. La même année, son incursion télévisuelle et son interprétation de Donatella Versace dans la saison 2 d'American Crime Story lui vaut une proposition pour un Golden Globes et un Emmy Awards. En 2021, elle remporte la Coupe Volpi de la meilleure interprétation féminine à la Mostra de Venise pour le film Madres paralelas, réalisé par Pedro Almodóvar, avec qui elle travaille beaucoup.
Penélope Cruz a été mannequin pour plusieurs entreprises comme Ralph Lauren ou L'Oréal, mais a également conçu plusieurs éléments pour Mango avec sa sœur Mónica. Elle soutient activement certaines œuvres de charité : elle a été volontaire en Ouganda et aussi en Inde, où elle a passé une semaine à travailler pour mère Teresa et lui a donné le salaire qu'elle a gagné pour le film The Hi-Lo Country afin d'aider à financer la mission des religieuses.

## Biographie
Née à Alcobendas, aujourd'hui (depuis 1982) dans la communauté de Madrid, Penélope Cruz Sánchez est la fille d'Encarna Sánchez, une Andalouse qui tenait un salon de coiffure, et d'Eduardo Cruz, un homme d'affaires d'Estrémadure qui travaillait dans une concession automobile,. Son nom vient de l'une des chansons préférées de ses parents, Penélope, composée et interprétée par Joan Manuel Serrat. Penélope Cruz est l'aînée d'une fratrie de trois enfants ; elle a une sœur cadette Mónica Cruz et un frère cadet Eduardo Cruz. Elle déclare avoir eu une jeunesse heureuse et avoir mené une vie simple. Ses parents étant divorcés depuis 1999, Penélope Cruz a une demi-sœur prénommée Salma Cruz, née le 24 février 2012, issue du second mariage de son père avec Carmen Moreno avec qui il était en couple depuis 2003,. Son père Eduardo Cruz est décédé le 18 juin 2015 d'une crise cardiaque à l'âge de soixante-deux ans.
Lors d'une interview, Penélope Cruz déclare qu'elle se souvient que lorsqu'elle avait quatre ans, elle « jouait avec des amis et étant consciente que je jouais la comédie — je pensais à un personnage et je prétendais être quelqu'un d'autre ».
Cependant, Penélope Cruz n'avait pas l'ambition de devenir actrice et elle se concentrait sur la danse, ayant étudié la danse classique pendant 9 ans au conservatoire national de l'Espagne. Elle a eu trois ans d'entraînement à l'art du ballet espagnol et quatre ans de théâtre à l'école de New York de Cristina Rota. À l'âge de dix ans, elle commence à être fan de films. N'ayant pas de cinéma près de chez elle, elle regardait des films sur Betamax. Son père lui achète alors un lecteur Betamax dont Penélope Cruz déclare qu'il était très rare à cette époque d'en avoir un.
Plus tard, elle commence à s'intéresser au métier d'actrice après avoir vu le film Attache-moi ! du réalisateur Pedro Almodóvar. Elle part alors à la recherche d'un agent mais elle est écartée plusieurs fois en estimant qu'elle était trop jeune. Penélope Cruz explique : « Petite, j'étais très extravertie.[...] J'étudiais au lycée et le soir j'étais en train de faire de la danse classique ou de prendre des cours de comédie. Je cherchais un agent et elle m'a renvoyée trois fois car je n'étais qu'une petite fille mais je revenais tout le temps. Je suis toujours avec elle après toutes ces années. ».

### Carrière

#### Débuts

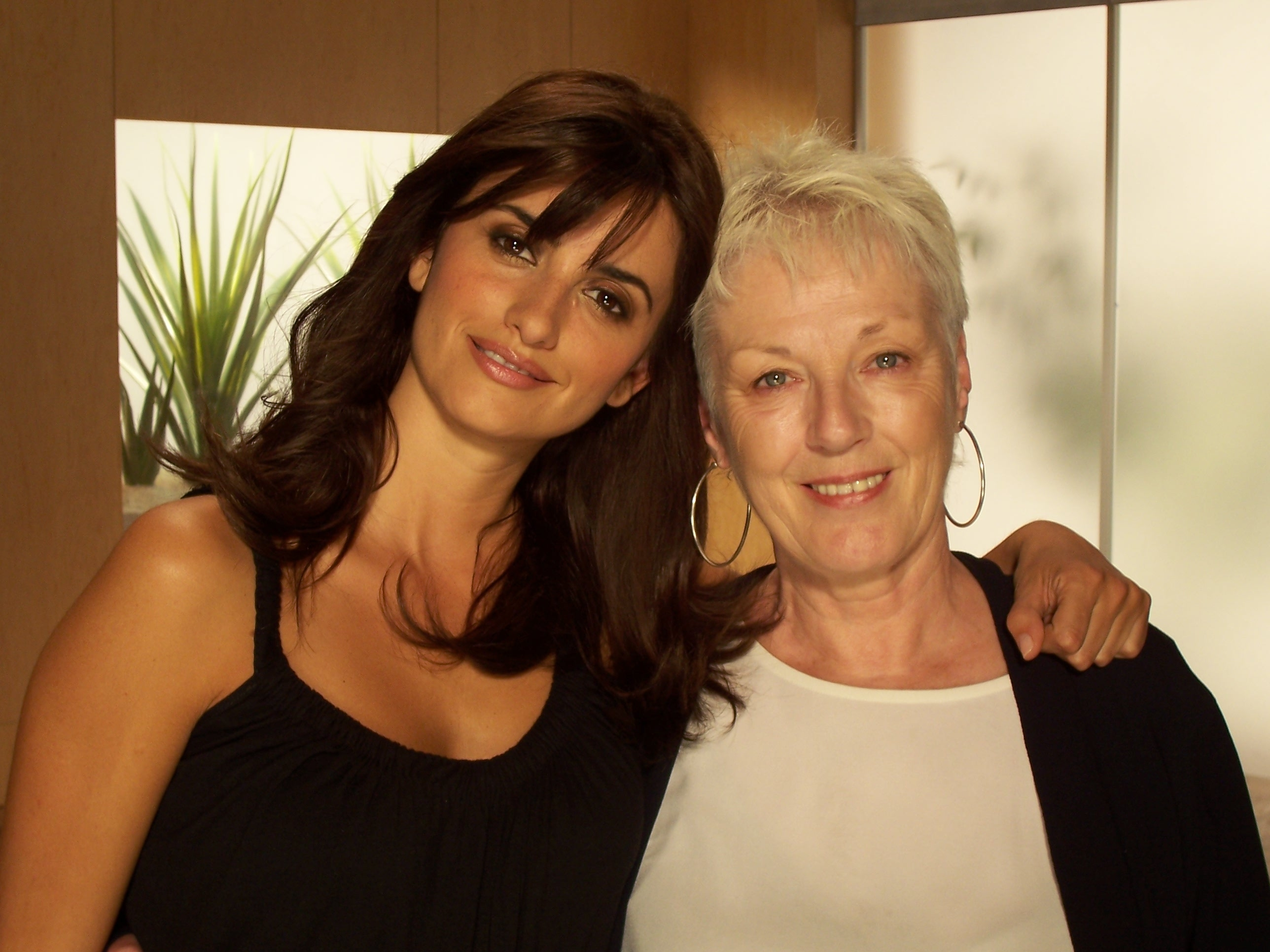
Penélope Cruz en compagnie de son agent Katrina Bayonas.

En 1989, à l'âge de quinze ans, Penélope Cruz remporte contre trois cents autres filles une audition organisée par une agence de talents. En 1999, Katrina Bayonas, son agent, commente : « Elle était absolument magique lors de l'audition. Il était évident qu'il y avait quelque chose de très impressionnant chez cette actrice.[...] Elle était naïve, mais il y avait une présence. Il y avait vraiment quelque chose qui sortait de l'intérieur. ». La même année, elle apparaît dans le clip du groupe espagnol Mecano La fuerza del destino.
Entre 1990 et 1997, elle présente l'émission de télé espagnole La Quinta Marcha. Elle joue ensuite dans un épisode d'une série érotique française, Série rose, en 1991.
En 1992, à l'âge de dix-huit ans, Penélope Cruz tourne dans son premier film en tenant le rôle principal de la comédie dramatique intitulée Jambon, jambon. Dans le film, elle joue le rôle de Silvia, une jeune femme qui tombe enceinte d'un homme dont la mère n'approuve pas leur relation. Cette dernière tente de briser leurs liens en payant le personnage de Javier Bardem pour la séduire. Dans ce film, Penélope Cruz apparaît seins nus et devient alors un sex-symbol. Lors d'une interview en 1999, elle déclare : « C'était génial, mais... je n'étais pas vraiment prête pour la nudité.[...] Mais je n'ai aucun regret parce que je voulais commencer à travailler et cela a changé ma vie. ». Charlie Ross de 60 Minutes remarque que Penélope Cruz est devenue du jour au lendemain une sensation autant pour ses scènes de nu que pour son talent. Lorsque Ross demande à Penélope Cruz si elle se sentait concernée par la perception que les gens allaient avoir d'elle avec le rôle qu'elle jouait dans le film, elle répond : Je savais que je devais faire tout le contraire.
Le film reçoit de bonnes critiques, Chris Hicks de Deseret News décrit la prestation de Penélope Cruz comme étant magnifique. Grâce à sa performance, elle a été nommée aux prix de l'Unión de Actores y Actrices et au prix Goya de la meilleure actrice. De 1993 à 1996, elle a joué dans dix films espagnols et italiens.
À l'âge de vingt ans, elle quitte son pays natal pour s'installer à New York pendant deux ans afin d'étudier la danse classique et l'anglais. Elle déclare avoir appris l'anglais un peu tard car en dehors de ses répliques dans les films, elle ne savait dire que How are you? et Thank you (Comment allez-vous ? et Merci).

#### Premiers succès
En 1997, Penélope Cruz apparaît dans la comédie espagnole L'amour nuit gravement à la santé (El amor perjudica seriamente la salud). Elle y joue le rôle de Diana, une fan de John Lennon, qui essaye en vain de le rencontrer. Cette même année, elle apparaît dans la première scène du film En chair et en os où elle joue le rôle d'une prostituée qui accouche dans un bus. Toujours en 1997, elle joue dans le film d'action Ouvre les yeux qui a reçu des critiques positives. Quelques années plus tard, le réalisateur américain Cameron Crowe décide de faire un remake du film intitulé Vanilla Sky, et Penélope Cruz garde son rôle. Kevin N. Laforest du Montreal Film Journal commente en septembre 2002 le fait que l'actrice commence à recevoir de nombreuses critiques négatives sur ses rôles dans les films américains.
L'année suivante, elle joue dans son premier grand film américain, le western The Hi-Lo Country, où elle incarne la petite amie mexicaine du personnage central. Elle déclare qu'elle avait beaucoup de mal à comprendre les gens parler anglais sur le tournage du film. Le film n'a pas eu de succès,. Kevin Lally de Film Journal International remarque que, « dans un casting ironique, l'actrice espagnole Penélope Cruz est beaucoup plus attrayante dans le rôle de Josepha que dans ses autres rôles ». Grâce à sa performance, elle reçoit une nomination aux ALMA Award dans la catégorie « Meilleure actrice ». Toujours en 1998, elle joue dans Don Juan et La Fille de tes rêves.
Dans La Fille de tes rêves, Penélope Cruz joue le rôle de Macarena Granada, une chanteuse qui entretient une relation tumultueuse avec Blas, le personnage joué par Antonio Resines. Grâce à sa performance, elle remporte un Goya ainsi qu'un Prix de l'Union des acteurs espagnols, et elle est nommée pour un prix du cinéma européen. En 1999, elle joue dans Tout sur ma mère, où elle incarne le rôle de Sœur María Rosa Sanz, une religieuse enceinte ayant le SIDA. Le film reçoit des critiques favorables avec un budget s'élevant à 67 000 000 de dollars et il connaît un succès au box-office.
En 2000, elle apparaît dans Amour, piments et bossa nova où elle incarne le personnage principal, Isabelle, chef de classe mondiale qui souffre de cinétose depuis sa naissance. Ce fut son premier grand rôle dans une production américaine. Lisa Nesselson du magazine Variety déclare que sa performance et celle de son partenaire Harold Perrineau Jr. « éclatent en dehors de l'écran » et que Penélope Cruz a un « joli accent ». Toujours en 2000, elle joue le rôle d'Alejandra Villarreal, la compagne du personnage de Matt Damon dans le film De si jolis chevaux, une adaptation de Billy Bob Thornton du roman éponyme.

#### Expériences hollywoodiennes

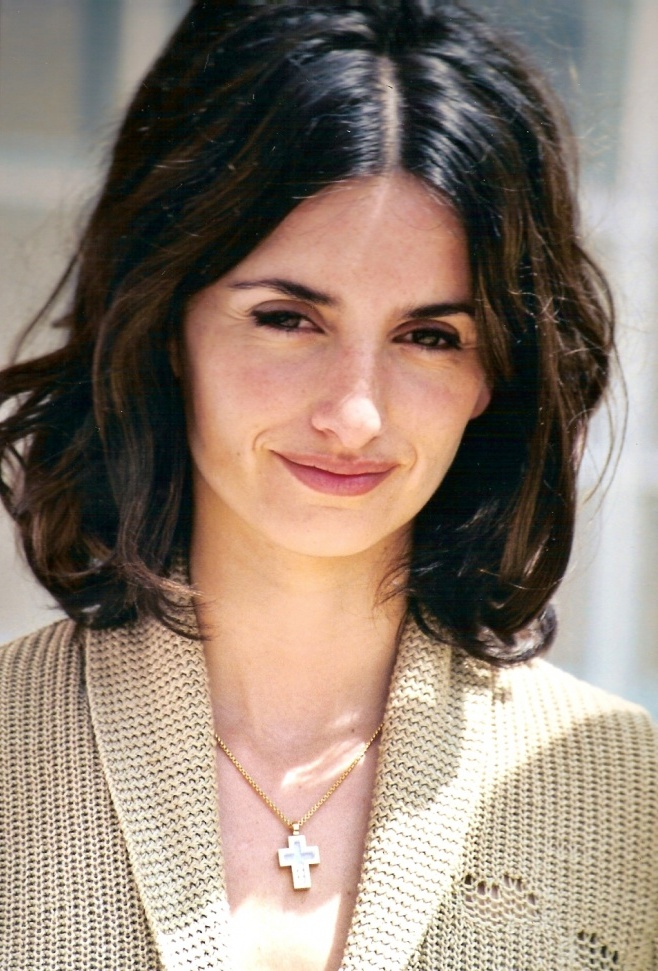
Penélope Cruz en 2003.

L'année 2001 marque un tournant dans la carrière de Penélope Cruz lorsqu'elle joue dans les productions américaines Vanilla Sky et Blow. Pour Vanilla Sky, elle retrouve le rôle de Sofia Serrano, la compagne du personnage désormais incarné par la star Tom Cruise. Le film reçoit des critiques plus ou moins favorables, mais récolte 200 millions de dollars dans le monde entier. Pour Blow, elle donne aussi la réplique à une star, Johnny Depp. Le film reçoit également des critiques mitigées, et parvient par contre plus difficilement à recouvrer son budget. Sa prestation est néanmoins remarquée : Nina Willdorf du Boston Phoenix la décrit ainsi comme une actrice à suivre.
Elle enchaîne avec deux films mal reçus par la critique : la comédie sud-américaine Sans nouvelles de Dieu, dont elle partage l'affiche avec Victoria Abril et Gael Garcia Bernal, puis la production hollywoodienne Capitaine Corelli, menée par Nicolas Cage.
Elle est nommée aux Razzie Awards comme « pire actrice » de l'année 2001 pour ses prestations dans Capitaine Corelli, Blow et Vanilla Sky.
En 2002, elle a un rôle mineur dans la comédie dramatique Une chambre pour quatre dont les critiques sont également négatives. L'année suivante, elle tourne avec deux cinéastes français : Mathieu Kassovitz, qui fait ses débuts à Hollywood avec le film d'horreur Gothika, porté par Halle Berry, et Gérard Krawczyk pour la comédie d'aventure Fanfan la Tulipe, une production de Luc Besson. Les deux productions sont accueillies fraîchement.
En 2004, elle joue le rôle de Nina, la petite amie du personnage de Paul Walker dans le mélo Noël, puis participe au drame romantique Nous étions libres, qui passent tous deux inaperçus.
En 2005, elle partage l'affiche du film d'action Sahara, avec Matthew McConaughey. Elle touche 1,5 million de dollars pour ce rôle. Cette même année, elle tourne dans le film britannique Chromophobia et le drame italien À corps perdus, où elle réalise une performance lui permettant de renouer avec la critique.

#### Consécration critique
En 2005, elle participe à nouveau à une production Besson, cette fois aux côtés de sa meilleure amie Salma Hayek dans la comédie/western Bandidas. Mais elle est surtout la tête d'affiche du drame Volver, écrit et réalisé par Pedro Almodóvar.

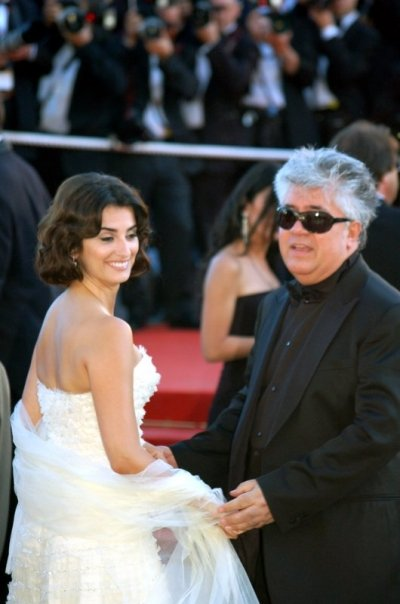
L'actrice au Festival de Cannes 2006 en compagnie de Pedro Almodóvar.

Lors du festival de Cannes 2006, Penélope Cruz remporte le prix de la « Meilleure actrice » qu'elle partage avec les cinq autres stars du film. Elle remporte aussi un prix Goya puis un prix du cinéma européen, et est nommée aux Golden Globes, aux Screen Actors Guild Awards, ainsi qu'aux Baftas. Elle est aussi la première actrice espagnole à être nommée pour un Oscar du cinéma. En France, elle est nommée chevalier de l'ordre des Arts et des Lettres le 11 janvier 2006.

En 2007, elle partage l'affiche du drame espagnol Manolete avec Adrien Brody, puis joue dans la comédie indépendante américaine The Good Night.

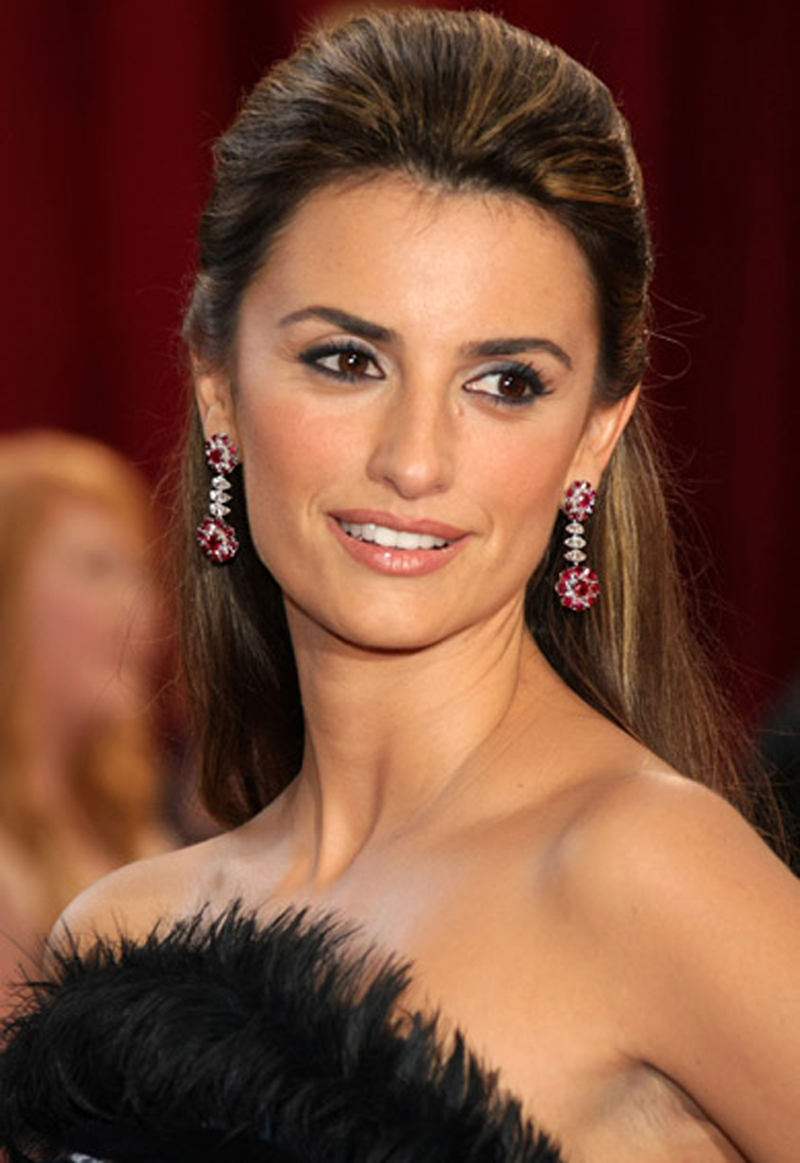
Penélope Cruz à la cérémonie des Oscars le 24 février 2008.

Le 22 février 2009, lors de la 81e cérémonie des Oscars, elle reçoit la statuette du meilleur second rôle féminin pour son interprétation de la piquante Maria Eléna dans Vicky Cristina Barcelona de Woody Allen, où elle donne la réplique à Javier Bardem, Rebecca Hall et Scarlett Johansson. Ce trophée fait d'elle la première comédienne espagnole à être oscarisée.
En 2009, Pedro Almodóvar lui confie le rôle principal d'Étreintes brisées (Los Abrazos rotos), et elle apparaît dans le court-métrage du maître, La Conseillère anthropophage (La Concejala antrópofaga).
En 2010, elle reçoit une nouvelle nomination à l'Oscar du second rôle pour la comédie musicale Nine de Rob Marshall.

#### Star internationale

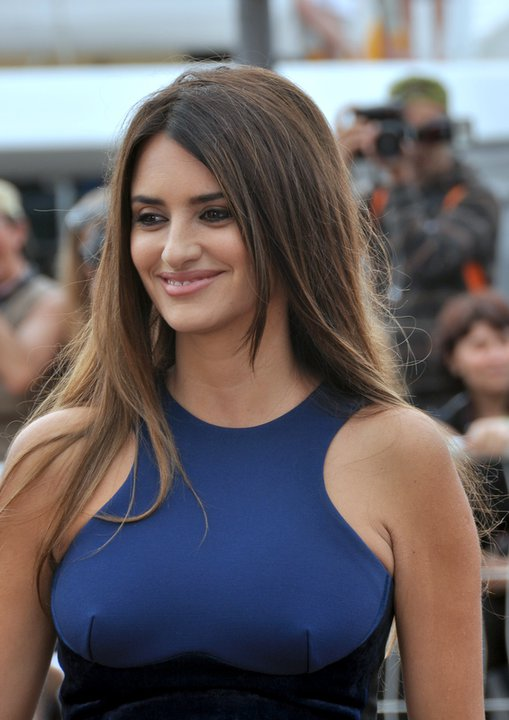
Penélope Cruz au Festival de Cannes 2011 lors de la première du film Pirates des Caraïbes : La Fontaine de jouvence.

En 2010, elle succède à Kate Winslet dans la campagne de publicité du parfum Trésor L'Absolu Désir de Lancôme.
Avec sa sœur Monica, elles deviennent aussi les nouveaux visages de la marque de vêtements Vögele, une marque suisse.
En 2011, elle refuse le rôle principal de Melancholia et retrouve Rob Marshall et Johnny Depp, pour Pirates des Caraïbes : La Fontaine de jouvence dans lequel elle joue le rôle d'Angelica, la fille de Barbe Noire. Le film sort le 18 mai 2011. Il est très mal reçu par la critique, mais connaît un énorme succès commercial.
En 2012, elle collabore de nouveau avec Woody Allen, pour la comédie chorale To Rome with Love. Mais les retours sont cette fois bien plus mitigés.
La même année, elle apparaît dans une pub, une nouvelle fois accompagnée de sa sœur : cette fois pour la promotion du jeu vidéo New Super Mario Bros. 2, sorti au cours de l'été 2012. Elle se déguise même en Mario pour les besoins de la version longue de ce spot.
L'année suivante, elle retrouve Pedro Almodóvar pour Les Amants passagers (Los amantes pasajeros) et est pour la première fois dirigée par Ridley Scott, dans le thriller Cartel (The Counselor).
Elle est l'égérie 2014 de la firme Schweppes en étant entre autres la vedette du clip What did you expect ?, filmée par Sean Bobbitt à l'Alexandra Palace à Londres.
En 2015, elle est actrice et productrice pour le film Ma Ma de Julio Medem qui marque son retour en Espagne.
En 2016, elle revient sur grand écran, après trois ans d'absence, avec deux comédies : d'abord en donnant la réplique à Ben Stiller dans la suite de la satire de la mode Zoolander, Zoolander 2 ; puis en évoluant dans Grimsby, la nouvelle production de Sacha Baron Cohen, réalisée par le Français Louis Leterrier.
En 2018, elle ajoute à son palmarès un César d'honneur pour sa carrière. Il lui est remis lors de la 43e cérémonie des César par Marion Cotillard et Pedro Almodovar. La même année, très rare à la télévision, elle accepte de jouer le rôle de Donatella Versace dans la saison 2 d'American Crime Story, ce qui lui vaut une proposition pour le Golden Globe de la meilleure actrice dans un second rôle dans une série, une mini-série ou un téléfilm.
En mai 2022, elle commence à tourner sous la direction de Michael Mann un film où elle incarne Laura Ferrari, épouse d'Enzo Ferrari.
En mai 2025, il est annoncé qu'elle retrouvera Javier Bardem dans le troisième film du réalisateur français Florian Zeller, intitulé Bunker.

## Vie privée

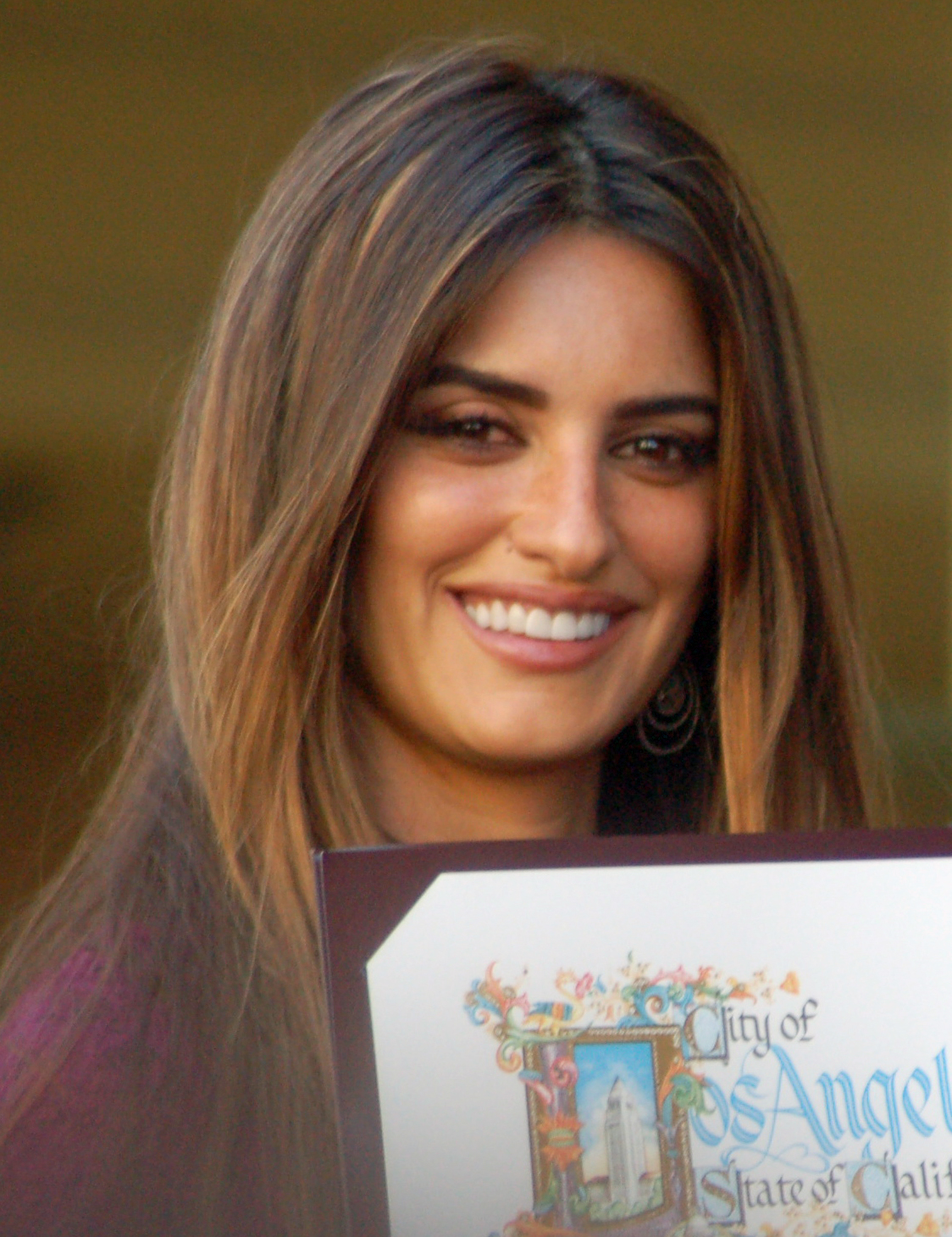
Penélope Cruz en avril 2011, recevant son étoile au Hollywood Walk of Fame à Los Angeles.

En 1991, à l'âge de 17 ans, Penélope Cruz entame une relation avec le musicien espagnol Nacho Cano, de onze ans son aîné, qui se termine en 1998. Peu après sa rupture avec Nacho Cano, Penélope Cruz vivra une brève liaison avec l'homme d'affaires espagnol Fernando Sarasola, plus connu sous le nom de Gigi Sarasola. De 1998 à 2000, elle fréquente l'homme d'affaires tchèque Thomas Obermaier.
En juin 2001, Penélope Cruz devient la compagne de l'acteur américain Tom Cruise, rencontré sur le tournage de Vanilla Sky. Ils se séparent en janvier 2004,. Elle fréquente ensuite l'acteur, scénariste et réalisateur américain Matthew McConaughey de février 2005 à juin 2006.
Depuis novembre 2007, Penélope Cruz partage la vie de l'acteur espagnol Javier Bardem, son ami depuis 1992. Ils se fiancent en octobre 2009, puis se marient en secret le 5 juillet 2010 lors d'une cérémonie intime aux Bahamas,. Ils ont deux enfants : Leonardo Bardem, né le 22 janvier 2011 à Los Angeles, et Luna Bardem, née le 22 juillet 2013 à Madrid,.
En octobre 2014, selon, le magazine Esquire, Penélope Cruz est élue « la femme la plus sexy du monde »,. Elle succède ainsi à Scarlett Johansson.

## Filmographie

### Cinéma

#### Années 1990
- 1992 : Mecano - Los vídeos de Joan-Luís Arruga (vidéo) (segment La fuerza del destino) (non créditée)
- 1992 : Jambon, Jambon (Jamón, jamón) de Bigas Luna : Silvia
- 1992 : Belle Époque de Fernando Trueba : Luz
- 1993 : Per amore, solo per amore de Giovanni Veronesi : Mary
- 1993 : El laberinto griego (ca) de Rafael Alcázar : Elisa
- 1993 : La ribelle d'Aurelio Grimaldi : Enza
- 1994 : Mi-fugue mi-raisin (Alegre ma non troppo) de Fernando Colomo : Salomé
- 1994 : Todo es mentira d'Álvaro Fernández Armero : Lucia
- 1995 : Entre rojas d'Azucena Rodriguez : Lucia
- 1995 : L'Effet papillon (El efecto mariposa) de Fernando Colomo : une convive de la fête (non créditée)
- 1996 : Brujas d'Álvaro Fernández Armero : Patricia
- 1996 : La Celestina de Gerardo Vera : Melibea
- 1996 : Más que amor, frenesí d'Alfonso Albacete, Miguel Bardem et David Menkes : Laura
- 1996 : L'amour nuit gravement à la santé (El amor perjudica seriamente la salud) de Manuel Gómez Pereira : Diana Balaguer Joven
- 1997 : Et hjørne af paradis (fi) de Peter Ringgaard : Doña Helena
- 1997 : En chair et en os (Carne trémula) de Pedro Almodóvar : Isabel Plaza Caballero
- 1997 : Ouvre les yeux (Abre los ojos) d'Alejandro Amenábar : Sofia
- 1998 : Don Juan de Jacques Weber : Mathurine
- 1998 : If Only... (The Man with Rain in His Shoes) de María Ripoll : Louise
- 1998 : Talk of Angels de Nick Hamm : Pilar
- 1998 : La Fille de tes rêves (La niña de tus ojos) de Fernando Trueba : Macarena Granada
- 1998 : The Hi-Lo Country de Stephen Frears : Josepha O'Neil
- 1999 : Tout sur ma mère (Todo sobre mi madre) de Pedro Almodóvar : Hermana Rosa
- 1999 : Volavérunt de Bigas Luna : Pepita Tudo

#### Années 2000
- 2000 : Amour, piments et bossa nova (Woman on Top) de Fina Torres : Isabelle Oliveira
- 2000 : De si jolis chevaux (All the Pretty Horses) de Billy Bob Thornton : Alejandra Villareal
- 2001 : Blow de Ted Demme : Mirtha Jung
- 2001 : Capitaine Corelli (Captain Corelli's Mandolin) de John Madden : Pelagia
- 2001 : Sans nouvelles de Dieu (Sin noticias de Dios) d'Agustín Díaz Yanes : Carmen Ramos
- 2001 : Vanilla Sky de Cameron Crowe : Sofia Serrano
- 2002 : Une chambre pour quatre (Waking up in Reno) de Jordan Brady : Brenda
- 2003 : Masked and Anonymous de Larry Charles : Pagan Lace
- 2003 : Fanfan la Tulipe de Gérard Krawczyk : Adeline la Franchise
- 2003 : Gothika de Mathieu Kassovitz : Chloe Sava
- 2004 : À corps perdus (Non ti muovere) de Sergio Castellitto : Italia
- 2004 : Noël de Chazz Palminteri : Nina Vasquez
- 2004 : Nous étions libres (Head in the Clouds) de John Duigan : Mia
- 2005 : Sahara de Breck Eisner : Eva Rojas
- 2005 : Chromophobia de Martha Fiennes : Gloria
- 2006 : Bandidas de Joachim Rønning et Espen Sandberg : Maria Alvarez
- 2006 : Volver de Pedro Almodóvar : Raimunda
- 2006 : The Good Night de Jake Paltrow : Anna / Melodia
- 2008 : Elegy d'Isabel Coixet : Consuela Castillo
- 2008 : Vicky Cristina Barcelona de Woody Allen : Maria Elena
- 2008 : Manolete de Menno Meyjes : Lupe Sino
- 2009 : Étreintes brisées (Los abrazos rotos) de Pedro Almodóvar : Lena
- 2009 : La Conseillère anthropophage (La concejala antrópofaga) de Pedro Almodóvar : Pina
- 2009 : Mission-G (G-Force) de Hoyt Yeatman : Juarez (voix originale)

#### Années 2010
- 2010 : Nine de Rob Marshall : Carla Albanese
- 2010 : Sex and the City 2 de Michael Patrick King : Lydia
- 2011 : Pirates des Caraïbes : La Fontaine de jouvence (Pirates of the Caribbean: On Stranger Tides) de Rob Marshall : Angelica
- 2012 : To Rome with Love de Woody Allen : Anna
- 2012 : Venir au monde (Venuto al mondo) de Sergio Castellitto : Gemma
- 2013 : Les Amants passagers (Los amantes pasajeros) de Pedro Almodóvar : Jessica
- 2013 : Cartel (The Counselor) de Ridley Scott : Laura
- 2015 : Ma ma de Julio Medem : Magda
- 2016 : Grimsby : Agent trop spécial (The Brothers Grimsby) de Louis Leterrier : Kate
- 2016 : Zoolander 2 de Ben Stiller : Valentina
- 2016 : La Reine d'Espagne (La reina de España) de Fernando Trueba : Macarena Granada
- 2017 : Escobar (Loving Pablo) de Fernando León de Aranoa : Virginia Vallejo
- 2017 : Le Crime de l'Orient-Express (Murder on the Orient Express) de Kenneth Branagh : Pilar Estravados
- 2018 : Everybody Knows (Todos lo saben) d'Asghar Farhadi : Laura
- 2019 : Douleur et Gloire (Dolor y gloria) de Pedro Almodóvar : Jacinta jeune
- 2019 : Cuban Network d'Olivier Assayas : Olga Salanueva

#### Années 2020
- 2021 : Compétition officielle (Competencia oficial) de Mariano Cohn et Gastón Duprat : Lola Cuevas
- 2021 : Madres paralelas de Pedro Almodóvar : Janis Martinez
- 2022 : 355 (The 355) de Simon Kinberg : Graciela
- 2022 : L'immensità d'Emanuele Crialese : Clara
- 2022 : À contretemps (En los márgenes) de Juan Diego Botto : Azucena
- 2023 : Ferrari de Michael Mann : Laura Ferrari
- 2026 : The Bride de Maggie Gyllenhaal : Myrna
- 2026 : Day Drinker de Marc Webb
- 2026 : The Invite d'Olivia Wilde
- 2026 : Bunker de Florian Zeller

### Télévision
- 1991 : Série rose, épisode Elle et lui de Jaime Chávarri (série télévisée) : Daphné / Javotte / Juliette
- 1992 : Arnaque au soleil (en) (Framed) de Geoffrey Sax (mini-série) : Lola del Moreno
- 2002 : Laoura de Laura Sanchez (téléfilm) :
- 2018 : American Crime Story saison 2 - The Assassination of Gianni Versace (mini-série) : Donatella Versace

### Publicités
- 2010 : Nuit de Trésor de Lancôme
- 2014 : Schweppes
- 2018 : Costa Croisières
- 2025 : Geox

## Voix francophones
En France, Ethel Houbiers est la voix régulière de Penélope Cruz depuis 2000,. En parallèle, Barbara Delsol, Sara Martins et Anneliese Fromont l'ont également doublée respectivement à sept, cinq et quatre reprises.
Par ailleurs, dans le film Fanfan la Tulipe, Penélope Cruz prononce elle-même son texte de dialogues en français, sans aucun doublage.
Au Québec, Viviane Pacal est la voix québécoise régulière de l'actrice. Claudia Ferri et Tania Kontoyanni l'ont doublée à deux reprises.

### Revue de presse
- Propos de Penelope Cruz recueillis par Henry Arnaud, « Penelope Cruz : Être à Cannes avec Pedro est toujours un bonheur. », Télécâble Sat Hebdo no 1514, SETC, Saint-Cloud, 6 mai 2019, p. 6-7,  (ISSN 1630-6511).

### Documentaire
- « Penélope Cruz, les reflets de la passion », Arte, 2022.